# Ayako (manga)
Ayako (奇子?, Ayako) è un manga scritto e disegnato da Osamu Tezuka nel 1972 e pubblicato in Giappone fino al 1973 sulla rivista Big Comic, della casa editrice Shogakukan. La storia narrata in questo fumetto ha come protagonisti i Tenge, una famiglia di latifondisti, ed è ambientata nell'immediato dopoguerra, durante il periodo della ricostruzione e della riforma agraria portati avanti dal generale Douglas MacArthur.
In Italia l'opera è stata pubblicata da Hazard Edizioni nel 2005 in 3 volumi, mentre una nuova edizione J-Pop in 2 volumi è stata pubblicata nel 2019.

## Trama
Jiro, il figlio secondogenito dei Tenge, è tornato dalla guerra e ora lavora come agente segreto al servizio degli Stati Uniti. La sorella minore Ayako scopre per caso che il fratello è uno dei responsabili dell'assassino di un sindacalista del PPL, il Partito Popolare dei Lavoratori. Ma questo non è l'unico problema della famiglia Tenge. La situazione si aggrava quando si scopre che Ayako, in realtà, è la figlia che suo padre ha avuto dalla nuora, la moglie di Ichiro, il primogenito dei Tenge. Per nascondere questo imbarazzante segreto, il patriarca Sakuemon e Ichiro, prendono la sofferta decisione di tenere Ayako rinchiusa in una cantina per il resto della vita.
Nonostante gli sforzi della madre e del fratello minore Shiro, Ayako continua a essere imprigionata, per diversi anni, nell'oscuro scantinato della propria abitazione. Intanto grandi cambiamenti politici e sociali si susseguono nel Giappone del dopoguerra.

## Personaggi
- Ayako Tenge: 4 anni, è la protagonista, nata dalla relazione di Sakuemon, il capostipite della famiglia con la nuora, Sue.[3]
- Jiro Tenge: secondogenito e co-protagonista del manga, durante la Guerra del Pacifico, è stato catturato ed è stato detenuto nel campo di prigionia di Manila, ha tradito i commilitoni vendendosi agli americani per sopravvivere.
- Sakuemon Tenge: 52 anni, è il patriarca della famiglia Tenge, autoritario e orgolioso. Grande latifondista, ha perso molti dei suoi possedimenti a causa delle rivolte sindacali e della riforma agraria promulgata dal governo di occupazione.
- Iba Tenge: 51 anni, è la moglie sottomessa di Sakuemon, non ha forza di contrastare la perfidia del marito.
- Ichiro Tenge: 27 anni, è il primogenito dei Tenge, calcolatore e opportunista. Non esita a mandare sua moglie nel letto del padre, in cambio di promesse sull'eredità.
- Sue Tenge: 23 anni, è moglie di Ichiro e madre biologica di Ayako. Anch'essa sottomessa al marito, tenta più volte il suicidio.
- Naoko Tenge: 18 anni, è la sorelle maggiore di Ayako, frequenta il liceo e le riunioni del PPL. Era segretamente fidanzata con l'uomo che Jiro ha abbandonato sui binari del treno. Viene diseredata quando Sakuemon scopre che è una comunista.
- Shiro Tenge: 12 anni, è il maschio più piccolo di casa Tenge. Studia ed è il più riflessivo, non esita a schierarsi al fianco di Naoko e di Ayako.
- Oryo: è una "sempliciotta" che lavora per i Tenge. Insieme a Shiro è l'unica vera amica di Ayako. Viene uccisa da Jiro perché è là a lavare una camicia sporca di sangue, prova della partecipazione dello stesso Jiro al delitto del sindacalista.
- Geta: è il Commissario di Polizia che indaga sul cadavere ritrovato sui binari del treno a Tokyo.
- Tanuma: è l'ispettore di Polizia, è stato capo di Geta, indaga sul cadavere ritrovato sui binari del treno a Yodoyama.
- Yamazaki:

## Riferimenti storici
Osamu Tezuka inserisce, all'interno delle vicende narrate nel manga Ayako, diversi riferimenti alla storia recente del Giappone:
- La riforma agraria: la legge promulgata nell'ottobre del 1946, prevedeva la confisca di tutte le terre dei cosiddetti "proprietari assenteisti", coloro che pur essendo grandi proprietari terrieri né coltivavano né affittavano la propria terra. Questi potevano mantenere solo un ettaro dei propri possedimenti. I grandi proprietari che coltivavano le terre, invece, potevano mantenere solo quattro ettari, di cui uno da affittare. In totale circa due milioni di ettari (il 36% delle terre coltivate) vennero distribuite ai contadini[4].
- Lotte operaie e Ferrovie Nazionali Giapponesi: Nel 1949 Le ferrovie del Governo del Giappone furono riorganizzate per diventare un'azienda pubblica dando vita alle Ferrovie Nazionali Giapponesi, (Japanese National Railways). A capo della nuova società, il 1º giugno 1949, venne nominato Sadanori Shimoyama, già vice-ministro dei trasporti. Shimoyama, il 3 luglio, un mese dopo la sua nomina, licenziò trentamila dipendenti, a fronte dei novantacinquemila esuberi previsti con la privatizzazione delle compagnia ferroviaria. Il 6 luglio 1949, il cadavere di Shimoyama venne rinvenuto lungo la Jōban Line, la linea ferroviaria che collega Tokyo alla prefettura di Miyagi. Nell'estate dello stesso anno, si verificarono altri due gravi incidenti: il deragliamento di Mitaka e quello di Matsukawa. I tre avvenimenti vennero presi come motivo per una dura repressione in ambito sindacale e contro gli attivisti del Partito Comunista Giapponese.
- Guerra di Corea: la Guerra di Corea scoppiò nel 1950 a causa dell'invasione della Corea del Sud da parte dell'esercito nord-coreano, che determinò una rapida risposta dell'ONU: su mandato ONU, gli Stati Uniti, affiancati da altri 17 paesi, intervennero militarmente nel tentativo di liberare il paese occupato ed, eventualmente, rovesciare il governo nordcoreano.

## Volumi
| Nº | Titolo italiano Giapponese 「Kanji」 - Rōmaji | Data di prima pubblicazione          | Data di prima pubblicazione       |
| Nº | Titolo italiano Giapponese 「Kanji」 - Rōmaji | Giapponese                           | Italiano                          |
| 1  | Ayako 1 「奇子 1」 - Ayako 1 | 10 agosto 1981 ISBN 4-06-108797-5    | giugno 2004 ISBN 88-7502-032-9    |
| 1  | Capitoli - I. Ritorno a casa - II. Iwaiden - III. Un certo Katō - IV. Fratture temporali - V. Un altro cadavere sui binari - VI. La macchia - VII. L'occultamento - VIII. Il nascondiglio sotterraneo |                                      |                                   |
| 2  | Ayako 2 「奇子 2」 - Ayako 2 | 11 settembre 1981 ISBN 4-06-108798-3 | luglio 2004 ISBN 88-7502-033-7    |
| 2  | Capitoli - IX. La testimonianza - X. Un morto vivente - XI. Ombre sullo sfondo della guerra - XII. La crisalide - XIII. Casa di bambole - XIV. Nel marasma - XV. E il tempo passa                     |                                      |                                   |
| 3  | Ayako 3 「奇子 3」 - Ayako 3 | 13 ottobre 1981 ISBN 4-06-108799-1   | settembre 2004 ISBN 88-7502-034-5 |
| 3  | Capitoli - XVI. La società Oshinkai - XVII. Piacere condiviso - XVIII. Il cerchio è chiuso - XIX. Nelle tenebre                                                                                       |                                      |                                   |

## Accoglienza
L'edizione americana di Ayako, edita dalla Vertical, è tra le nomination per il "Best U.S. Edition of International Material-Asia", degli Eisner Award 2011.